# Croton triglandulatus
Croton triglandulatus är en törelväxtart som beskrevs av Vell.. Croton triglandulatus ingår i släktet Croton och familjen törelväxter. Inga underarter finns listade i Catalogue of Life.